# داسو فالکون ۷ایکس
داسو فالکون ۷ایکس (به انگلیسی: Dassault Falcon 7X) یک جت تجاری با کابین بزرگ است که توسط داسو اویاسیون، ساخته می‌شود. این هواپیما دومین هواپیمای بزرگ از سری بزرگترین داسو فالکون است. اولین پرواز این هواپیما در سال ۲۰۰۱ در نمایشگاه پاریس ایر انجام شد و اولین پرواز آن در تاریخ ۵ می ۲۰۰۵ آغاز شد و در تاریخ ۱۵ ژوئن ۲۰۰۷ به خدمت گرفته شد. فالکون ۸ایکس مدلی توسعه یافته از ۷ایکس با طول بدنه بیشتر و موتور بهینه‌سازی شده و ظرفیت مخزن سوخت بیشتر است.

## مشخصات
| گونه                    | 7X                                                | 8X                                                |
| ----------------------- | ------------------------------------------------- | ------------------------------------------------- |
| خدمه                    | دو خلبان + یک خدمه                                | دو خلبان + یک خدمه                                |
| ظرفیت                   | ۱۲ تا ۱۶ مسافر                                    | ۱۲ تا ۱۶ مسافر                                    |
| بخش کابین               | 2.34 m / 7.67 ft width, 1.88 m / 6.17 ft headroom | 2.34 m / 7.67 ft width, 1.88 m / 6.17 ft headroom |
| طول کابین               | 11.91 m / 39.07 ft                                | 13 m / 42.67 ft                                   |
| طول هواپیما             | 23.38 m / 76.08 ft                                | 24.46 m / 80.2 ft                                 |
| ارتفاع                  | 7.83 m / 25.67 ft                                 | 7.94 m / 26.1 ft                                  |
| طول بال                 | 26.21 m / 86.00 ft                                | 26.29 m / 86.25 ft                                |
| بخش بال                 | 70.7 m² (761 ft²)                                 | 70.7 m² (761 ft²)                                 |
| ظرفیت بال               | ۴۴۹ کیلوگرم بر متر مربع (۹۲ پوند بر فوت مربع)     | ۴۶۸ کیلوگرم بر متر مربع (۹۶ پوند بر فوت مربع)     |
| حداکثر وزن برای برخاستن | 31,751 kg / 70,000 lb                             | 33,113 kg / 73,000 lb                             |
| حداکثر بار              | ۱٬۹۹۶ کیلوگرم (۴٬۴۰۰ پوند)                        | ۲٬۲۲۳ کیلوگرم (۴٬۹۰۰ پوند)                        |
| ظرفیت سوخت              | 14,488 kg / 31,940 lb                             | 15,830 kg / 34,900 lb                             |
| وزن عملیاتی پایه        | ۱۶٬۶۰۱ کیلوگرم (۳۶٬۶۰۰ پوند)                      | ۱۶٬۳۷۵ کیلوگرم (۳۶٬۱۰۰ پوند)                      |
| توربوفنs (×3)           | P&WC PW307A                                       | P&WC PW307D                                       |
| رانش                    | 28.48 kN / 6,402 lb                               | 29.9 kN / 6,722 lb                                |
| برد (۸ سر نشین)         | 11,019 km / 5,950 nmi                             | 11,945 km / 6,450 nmi                             |
| سقف                     | 15,545 m / 51,000 ft                              | 15,545 m / 51,000 ft                              |
| بیشترین سرعت            | ماخ ۰٫۹ (۵۱۶ گره؛ ۹۵۶ کیلومتر بر ساعت)            | ماخ ۰٫۹ (۵۱۶ گره؛ ۹۵۶ کیلومتر بر ساعت)            |
| سرعت کروز               | ماخ ۰٫۸ (۴۵۹ گره؛ ۸۵۰ کیلومتر بر ساعت)            | ماخ ۰٫۸ (۴۵۹ گره؛ ۸۵۰ کیلومتر بر ساعت)            |
| فرود                    | 631 m / 2,070 ft                                  | 656 m / 2,150 ft                                  |
| برخاستن BFL             | 1,740 m / 5,710 ft                                | 1,829 m / 6,000 ft                                |
| اویونیک                 | سیستم عرشه پرواز فالکون اویونیک                   | سیستم عرشه پرواز فالکون اویونیک                   |